# Secundus Öström
Secundus Öström, född den 11 september 1846 i Stockholm, död den 25 maj 1914 i Göteborg, var en svensk grosshandlare och industriägare, verksam i Göteborg och Forserum.

## Biografi
Fader var destillatorn Carl Johan Öström. Efter avslutade studier vid Strängnäs elementarläroverk genomgick Öström Göteborgs handelsinstitut. Han hade därefter anställning vid Skandinaviska Kreditaktiebolaget fram till 1871.
Då bildade han tillsammans med E.N. Fischer firman Öström & Fischer för att bedriva agentur- och speditionsaffärer samt även industriell verksamhet. Vid samma tid startades en bobinfabrik i Forserum i Småland, vilken kom att utvecklas till en stor tillverkningsverksamhet av främst svarvade trädetaljer till textilindustrin. På samma plats anlade man fyra år senare även en kimröksfabrik. Industrierna medförde att Forserums samhälle under trettio år växte från 30 invånare till omkring 1700 vilka hade sin utkomst av fabrikerna. Fabriken ombildades 1890 till aktiebolag med Öström & Fischer som största intressent. Man anlade även en kemisk fabrik som framställde produkter ur avfallet från träindustrin. År 1890 inköptes en liknande träindustri i Vålberg i Värmland. I Forserum brann anläggningen ner den 29 april 1895, men verksamheten återupptogs i nyuppförda lokaler.
Parallellt bedrevs agentur för försäkringsbolag och grosshandel genom firman i Göteborg.
Öström gifte sig 1878 med Betty Simonette Hartvig och de fick både söner och döttrar, bland dem målaren och tecknare Folke Öström.